# Café gelado

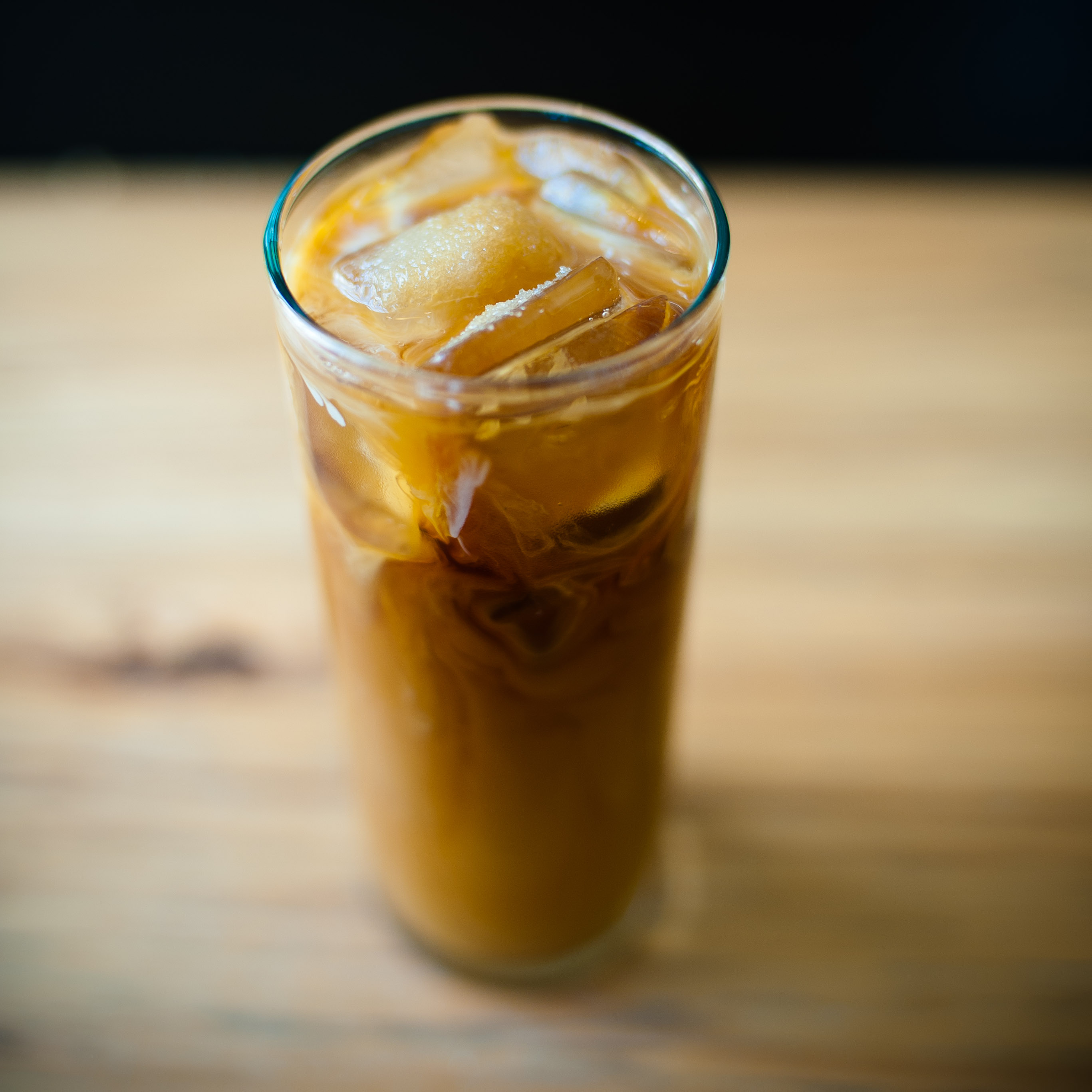
Café gelado com cubos de gelo.

O café gelado é uma bebida preparada à base de café, misturado com alimento congelado. Este tipo de bebida é mais adequado nos meses de verão, mas também pode ser apreciada nos dias mais frios do inverno. Os ingredientes congelados utilizados na sua preparação podem variar de produtos lácteos (creme, leite, iogurte etc) para qualquer forma de apresentação com gelo (sorvetes de vários sabores, cubos de gelo).Essa maneira de consumir café mesclado com um alimento congelado é comum em diversos países do mundo.

## Métodos
Existem diferentes métodos de preparação da bebida:
Infusão a frio - O grão de café é misturado com água na temperatura baixa e infundido num lugar frio. A infusão normalmente varia entre 10 e 15 horas, em seguida o café é coado e pode ser consumido puro ou mesclado com produtos gelados.
Resfriamento - É o método mais usual; o café quente é preparado normalmente, após isso, despeja-o num copo contendo pedras de gelo ou alimentos congelados, a fim de baixar a temperatura em um curto tempo.